# Ivan Mráz
Ivan Mráz (Levoča, 24 de maio de 1941 – Heredia, 18 de maio de 2024) foi um futebolista e treinador checo, que atuou como atacante.

## Carreira
Mráz jogou no Sparta Praha, com o qual conquistou o Campeonato Tchecoslovaco em 1965 e 1967. Também atuou no Dukla Praha, onde venceu outra liga nacional.
Representou a Seleção Tchecoslovaca que ganhou a medalha de prata em Tóquio 1964.
Como treinador, foi campeão duas vezes do Campeonato Costa-Riquenho (1980 e 1991) com o Alajuelense.

## Morte
Mráz morreu em 18 de maio de 2024 na Costa Rica.